# Hun Sen Cup
Hun Sen Cup (tiếng Việt: Cúp Hun Sen) là 1 giải đấu bóng đá ở Campuchia, được thành lập từ 2007.

## Lịch sử
Được bầu làm Chủ tịch Liên đoàn bóng đá Campuchia vào cuối năm 2006, Ngài Trung tướng Sao Sokha, người cũng là Tư lệnh của hiến binh quốc gia Campuchia, đã khởi xướng một chương trình phát triển bóng đá bao gồm giáo dục cơ sở của huấn luyện viên và trọng tài, và các cuộc thi. Bên cạnh các cuộc thi trẻ ở một số cấp độ nhất định, Giải vô địch bóng đá Campuchia và Samdech Hun Sen Cup là những cuộc thi bóng đá cao nhất được tổ chức hàng năm bởi Liên đoàn bóng đá Campuchia (FFC).
Samdech Akka Moha Sena Padey Decho Hun Sen Cup đề cập đến tên của Thủ tướng Samdech Hun Sen. Giải đấu này được tổ chức lần đầu tiên vào năm 2007. Hai mươi tám đội từ hầu hết các thành phố và tỉnh trong cả nước đã tham gia. Có hai giai đoạn - vòng bảng và vòng đấu loại trực tiếp. Mười sáu đội đủ điều kiện từ vòng bảng đã chơi ở vòng loại trực tiếp cho đến trận chung kết.
Trong mùa giải thứ sáu của Hun Sen Cup (Hun Sen Cup 2012), định dạng đã được thay đổi cho đến bây giờ. Tám hoặc mười đội hàng đầu của Giải vô địch quốc gi Campuchia bước vào vòng bảng trong khi các đội khác từ Phnom Penh và các tỉnh chơi ở vòng loại trước khi vượt qua vòng bảng.
Năm 2022, với sự xuất hiện của Giải Ngoại hạng Campuchia và giải hạng Nhất Campuchia (Cambodia League 2), giải đấu chính xuất hiện thêm 1 vòng playoff nữa giữa các đội ở vòng loại khu vực và các đội ở giải hạng Nhất để chọn ra các đội góp mặt tại vòng 16 đội cùng các đội Ngoại hạng.

## Danh sách các trận chung kết
Danh sách các trận chung kết và tranh hạng ba:
| Năm  | Chung kết         | Chung kết            | Chung kết           |                             | Trận tranh hạng ba          | Trận tranh hạng ba          | Trận tranh hạng ba |
| Năm  | Nhà vô địch       | Kết quả              | Á quân              | Hạng ba                     | Kết quả                     | Hạng tư                     |                    |
| 2007 | Khemara Keila     | 1–1 (s.h.p.) (4–2 p) | Nagacorp            | Phnom Penh Empire           | 4–1                         | Build Bright University     |                    |
| 2008 | Phnom Penh Empire | 1–0                  | Preah Khan Reach    | Build Bright University     | 3–2                         | Khemara Keila               |                    |
| 2009 | Phnom Penh Crown  | 1–0                  | Nagacorp            | Preah Khan Reach            | 3–0                         | Phuchung Neak               |                    |
| 2010 | National Defense  | 3–2                  | Phnom Penh Crown    | Preah Khan Reach            | 3–2                         | Nagacorp                    |                    |
| 2011 | Preah Khan Reach  | 2–0                  | Build Bright United | Nagacorp                    | 1–0                         | National Defense            |                    |
| 2012 | Preah Khan Reach  | 2–1 (s.h.p.)         | Nagacorp            | Police Commissary           | 3–0                         | Chhlam Samuth               |                    |
| 2013 | Nagacorp          | 0–0 (s.h.p.) (5–3 p) | National Defense    | Phnom Penh Crown            | 3–0                         | Kirivong Sok Sen Chey       |                    |
| 2014 | Police Commissary | 2–0                  | Build Bright United | Boeung Ket Rubber Field     | 3–0                         | Nagacorp                    |                    |
| 2015 | Svay Rieng        | 2–1                  | Nagaworld           | Cambodian Tiger             | 3–0                         | Police Commissary           |                    |
| 2016 | National Defense  | 1–1 (s.h.p.) (6–5 p) | Preah Khan Reach    | Phnom Penh Crown            | 1–0                         | CMAC United                 |                    |
| 2017 | Preah Khan Reach  | 3–0                  | Nagaworld           | Electricite du Cambodge     | 1–1 (s.h.p.) (5–4 p)        | Boeung Ket                  |                    |
| 2018 | National Defense  | 3–0                  | Police Commissary   | Angkor Tiger và Nagaworld   | Angkor Tiger và Nagaworld   | Angkor Tiger và Nagaworld   |                    |
| 2019 | Boeung Ket        | 1–1 (s.h.p.) (5–4 p) | Preah Khan Reach    | Phnom Penh Crown và Visakha | Phnom Penh Crown và Visakha | Phnom Penh Crown và Visakha |                    |
| 2020 | Visakha           | 2–0                  | Nagaworld           | Prey Veng                   | 4–2                         | Phnom Penh Crown            |                    |
| 2021 | Visakha           | 2–2 (s.h.p.) (5–4 p) | Preah Khan Reach    | Boeung Ket                  | 2–0                         | Phnom Penh Crown            |                    |

## Danh sách các cầu thủ ghi được nhiều bàn thắng nhất[4][5][6]
| Mùa giải | Tên              | Câu lạc bộ        | Số bàn thắng |
| -------- | ---------------- | ----------------- | ------------ |
| 2007     | Hok Sochivorn    | Phnom Penh Crown  |              |
| 2008     | Sok Chanraksmey  | Spark FC          | 12           |
| 2009     | Kouch Sokumpheak | Khemara Keila     | 21           |
| 2010     | Kouch Sokumpheak | Khemara Keila     | 20           |
| 2010     | Srey Veasna      | Phnom Penh Crown  | 20           |
| 2011     | Khoun Laboravy   | Preah Khan Reach  | 22           |
| 2012     | Khoun Laboravy   | Preah Khan Reach  | 22           |
| 2013     | Chan Vathanaka   | Boeung Ket Angkor | 11           |
| 2014     | Khoun Laboravy   | Boeung Ket Angkor | 12           |
| 2015     | Prak Mony Udom   | Preah Khan Reach  | 24           |
| 2016     | Suong Virak      | Cambodian Tiger   | 25           |
| 2017     | Khoun Laboravy   | Boeung Ket        | 16           |
| 2018     | Noun Borey       | Police Commissary | 9            |
| 2019     | Va Sokthorn      | Phnom Penh Crown  | 11           |
| 2020     | Wut Tola         | Prey Veng         | 6            |
| 2021     | Keo Sokpheng     | Visakha           | 7            |